# Liste der Monuments historiques in Locminé
Die Liste der Monuments historiques in Locminé führt die Monuments historiques in der französischen Gemeinde Locminé auf.

## Liste der Bauwerke
| Bezeichnung                           | Beschreibung | Standort                           | Kennzeichnung | Schutzstatus | Datum     | Bild |
| ------------------------------------- | ------------ | ---------------------------------- | ------------- | ------------ | --------- | ---- |
| Chapelle de la Congrégation (Kapelle) |              | Place du Champ-de-Foire (Lage)     | PA00091394    | Inscrit      | 1930      |      |
| Kirche St-Sauveur                     |              | Rond-point de la République (Lage) | PA00091395    | Inscrit      | 1925 1933 |      |
| Fontaine Saint-Colomban               |              | Place Joseph-Richard (Lage)        | PA00091396    | Inscrit      | 1933      |      |

## Liste der Objekte
- Monuments historiques (Objekte) in Locminé in der Base Palissy des französischen Kultusministeriums